# Дејл Зелко
Дерел Патрик „Дејл” Зелко (енгл. Darrell Patrick "Dale" Zelko; 1. јануар 1960) је некадашњи пилот Америчког ратног ваздухопловства.
Оборен је 27. марта 1999. године, као пилот авиона Ф-117 у току НАТО агресије на СР Југославију.

## Војна каријера

### Пустињска олуја
Зелко се борио у Операцији Пустињска олуја током 1990. и 1991. године.

### НАТО агресија на СР Југославију
Потпуковник Зелко је избачен из строја трећег дана НАТО агресије на СР Југославију. Управљао је авионом Ф-117 (ознака AF 82 806 HO, Ваздухопловна база Холоман, Нови Мексико), који је дејствовао 27. марта 1999. године. Оборен је око 20.42 часова од стране 3. ракетног дивизиона 250. ракетне бригаде ПВО Војске Југославије и срушио се у атару сремског села Буђановци.
Потпуковник Зелко је успео да се катапултира, одбаци седиште и спусти се падобраном:
И одједном сам се нашао у седишту које пада. Морао сам да се отарасим седишта. Некако сам успео и почео сам да се спуштам падобраном. Тада сам само размишљао о томе како ме српски војници већ чекају доле, јер сам им управо бомбардовао главни град.
Спустио се на тридесетак километара од Београда и склониште затражио у каналу за одводњавање. Након шест сати потраге, америчка спасилачка мисија га је извукла уз ангажовање једног хеликоптера MH-60, два MH-53 и шест авиона Т-10, који су полетели из Тузле. Када их је уочио, испалио је сигналну ракету и они су га преузели.

## Филм „Други састанак”
Редитељ Жељко Мирковић је 2012. године режирао филм „Други састанак”, за који је организовао долазак Зелка у Београд и упознавање са пуковником Золтаном Данијем, командантом 3. ракетног дивизиона 250. ракетне бригаде који је оборио Ф-117.
На премијери филма у београдском Дому омладине 29. октобра 2012. године, Зелко је плакао и извинио се због туге, губитака и рата.
Према изјавама пуковника Данија, Зелко је њему рекао:
Да сам знао праву истину о ситуацији у Србији, не бих учествовао у бомбардовању.

## „Никог не остављамо”
О обарању 1999. године, Зелко је говорио у документарном серијалу „Никог не остављамо”, који је урадила продукција National Geographic.